# Li Dongsheng

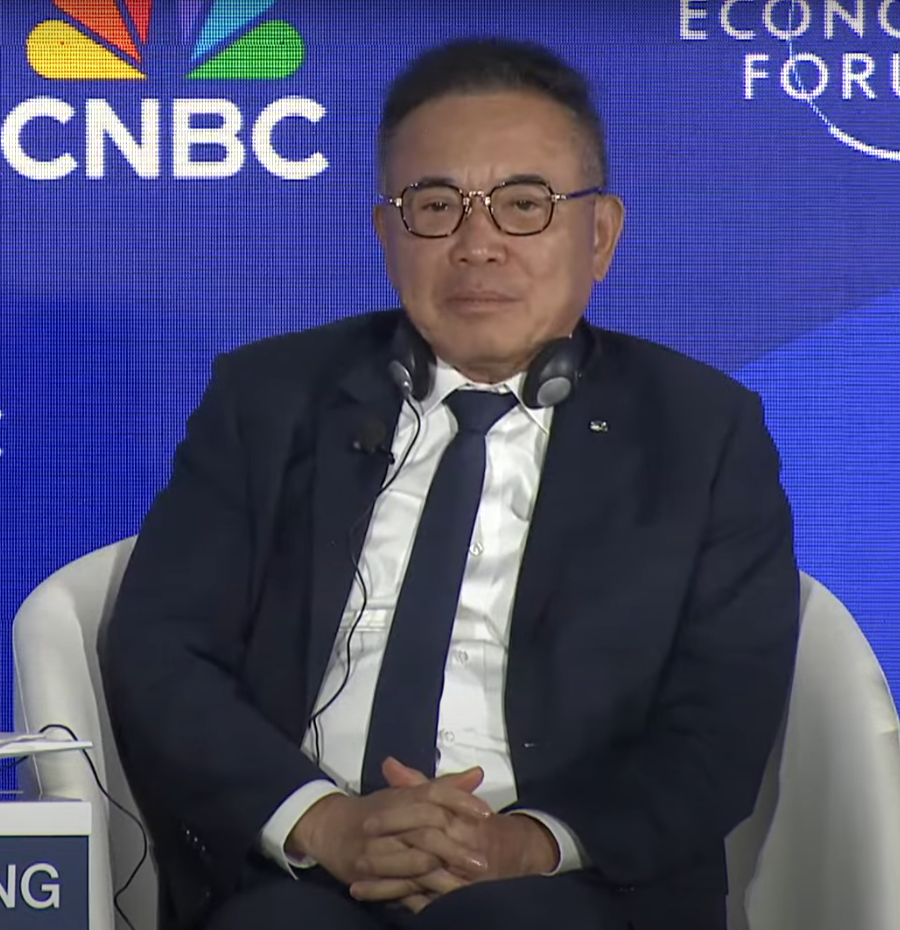

Li Dongsheng (chinesisch 李東生 / 李东生, Pinyin Lǐ Dōngshēng, Jyutping Lei5 Dung1sang1; * Juli 1957 in Huizhou, Provinz Guangdong) ist ein chinesischer Fernsehingenieur und seit 1996 Vorstandsvorsitzender des Elektronikkonzerns TCL. Seine Familie gehört zur chinesischen Volksgruppe der Hakka-Ethnie und stammt ursprünglich aus dem Kreis Jiexi der Stadt Jieyang westlich von Huizhou.
Das US-amerikanische Wirtschaftsmagazin Fortune nennt ihn den „besten asiatischen Geschäftsmann“.

## Leben
Li Dongsheng studierte Ingenieurwesen an der South China University of Technology (华南理工大学 – „Huanan Technischen Hochschule“) a) in Guangzhou. 1982 machte er seinen Abschluss als Fernsehingenieur. Noch im selben Jahr trat er in seiner Heimatstadt eine Stelle als Techniker in einer kleineren Elektronikfirma an, die 1981 unter dem Namen TTK Home Appliances Company, Ltd. gegründet wurde.
1985 stieg Li zum Generalmanager des Unternehmens auf, nachdem dieses rasch expandierte. Später trug es bis 1996 den Namen TCL Communication Equipment Company. Als stellvertretender Manager der Huizhou Municipal Electronic Communication Corporation trat er in den 1990er Jahren öfters in Kontakt mit den Globalen Unternehmen der Elektronikindustrie, die er zu Joint Ventures mit in Huizhou ansässigen Unternehmen bewegte. 1996 wurde er zum Vorstandsvorsitzenden und Präsidenten der TCL ernannt.
Von 2002 bis 2007 war Li Dongsheng Mitglied des 16. Parteikongresses der KPCh.

## Auszeichnungen
- 2006
  - Auszeichnung als einflussreichster Unternehmensleiter in der VR China
- 2005
  - Auszeichnung als einer der besten zehn Unternehmensleiter in der VR China
  - Auszeichnung als einer der zehn einflussreichsten Wirtschaftspersönlichkeiten in der Provinz Guangdong 2004
- 2004
  - Auszeichnung der Ehrenlegion
  - Auszeichnung des Wirtschaftsmagazins Fortune als „Annual Economic Character in Asia“ 2003 (Jährliche Wirtschaftspersönlichkeit in Asien)

## Anmerkung
- a) Die South China University of Technology, kurz SCUT (chinesisch 華南理工大學 / 华南理工大学, Pinyin Huánán Lǐgōng Dàxué, Jyutping Waa4naam4 Lei5gung1 Daai6hok1 – „Huanan Technischen Hochschule“, kurz 華工大 / 华工大) ist eine technische Hochschule der Stadt Guangzhou.